# Autodromo nazionale di Monza
L'Autodromo nazionale di Monza est un circuit automobile situé dans le Parco Reale de 800 hectares de la ville de Monza, au nord de Milan en Italie. Il est principalement connu pour accueillir, chaque année, le Grand Prix d'Italie dans le cadre du Championnat du monde de Formule 1 et être le fief des « tifosi », supporters de l'écurie italienne Scuderia Ferrari. Le circuit a également accueilli le Grand Prix de Monza et le Grand Prix de Milan. Il fait par ailleurs partie des sept circuits qui ont accueilli le premier championnat du monde de Formule 1, clôturant cette saison initiale le 3 septembre 1950, et reste en 2024, avec 73 éditions du Grand Prix italien disputées dans le cadre du championnat, le circuit le plus utilisé de l'histoire de la Formule 1. 
Financé par l'Automobile Club de Milan, construit entre le 15 mai et le 15 septembre 1922 et réalisé par les ingénieurs Piero Puricelli et Alfredo Rosselli, c'est un circuit chargé d'histoire. La course d'inauguration fut la seconde édition du Grand Prix d'Italie, courue le 3 septembre 1922.
Depuis sa dernière modification, le circuit utilisé pour le Grand prix est long de 5,793 kilomètres pour dix virages dont la Variante Ascari et la Curva Parabolica. Ce circuit est le plus rapide du championnat. Juan Pablo Montoya a  atteint 372,6 km/h en vitesse de pointe au cours d'une séance d'essais privés, le 25 août 2005. Sur un tour lancé, le record de vitesse moyenne est détenu par Lewis Hamilton en 2020 avec la Mercedes W11 EQ Performance. Cf. La Synthèse.
Le circuit de Monza a été le théâtre de nombreux accidents, particulièrement au cours des premières années du championnat du monde de Formule 1. Il a ainsi coûté la vie à 52 pilotes et 35 spectateurs, parmi lesquels Alberto Ascari en 1955, Wolfgang von Trips en 1961, Jochen Rindt en 1970, Renzo Pasolini et Jarno Saarinen en 1973, Silvio Moser en 1974, Ronnie Peterson en 1978.

## Histoire

### Les débuts

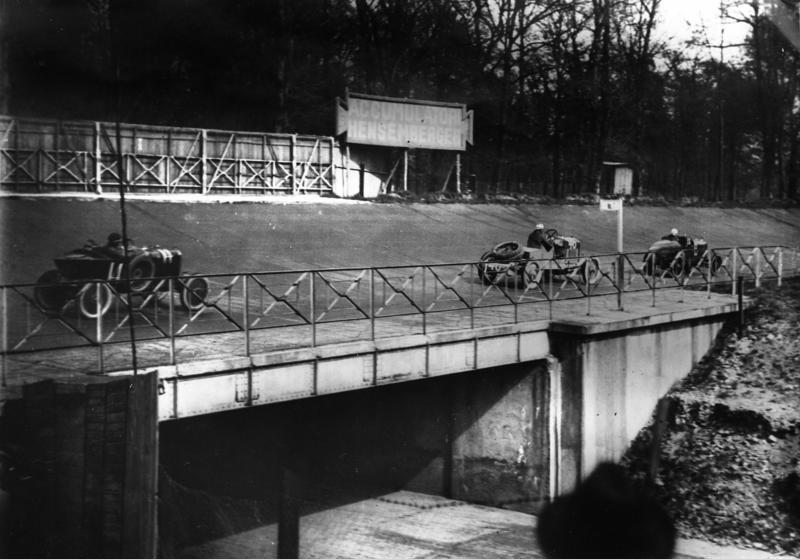
Course en 1925 (partie relevée de l'ovale passant au-dessus du circuit « routier »)

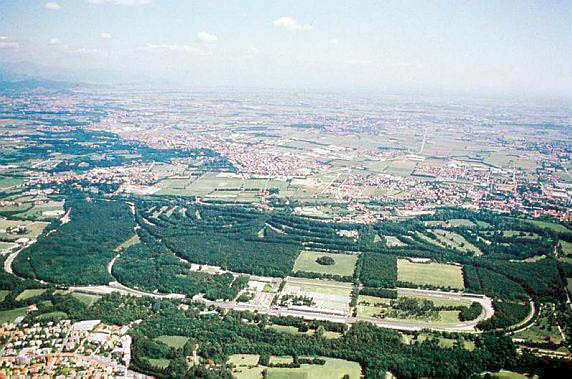
L'autodrome de Monza vu du ciel

Sa conception remonte au début des années 1920, époque où la vitesse était l'unique critère recherché en compétition. La première piste, bâtie entre mai et juillet 1922 par 3 500 ouvriers, est financée par l'Automobile Club de Milan via la Società e Incremento Automobilismo Sport (SIAS). Le tracé initial de 10 km combine deux circuits, un circuit « routier » de 5,5 km et un anneau de vitesse de 4,5 km formé de deux lignes droites reliées par deux virages relevés. À peine terminé et inauguré le 3 septembre 1922, l'autodrome est le théâtre, le 10 septembre 1922, du deuxième Grand Prix d'Italie, remporté par Bordiono sur Fiat Tipo 804, à la vitesse moyenne de 142,574 km/h.
Six ans plus tard, en 1928, à l'occasion du Grand prix d'Italie et d'Europe, survient le premier et le plus grave accident de l'histoire de l'automobile italienne. Emilio Materassi et 23 spectateurs perdent la vie à la suite d'un accrochage dans la ligne droite des stands ; l'organisation du Grand Prix d'Italie sera suspendue pendant les deux années suivantes. Le Grand Prix de Monza est organisé dès 1929 pour garder le circuit en activité.
En 1933, le Grand Prix de Monza, qui se dispute alors uniquement sur l'ovale de 4,5 km en ouverture du Grand Prix national (qui lui sera disputé sur 10 km), est marqué par le décès de trois pilotes fameux ; Giuseppe Campari, Baconin Borzacchini et le comte Stanisław Czaykowski se tuent à quelques heures d'intervalle dans deux accidents survenus au même endroit du banking sud, probablement  à cause d'huile répandue sur la piste,, et le circuit est modifié par l'ajout de deux chicanes. Une première remise en cause de Monza débouche sur l'apparition d’un tracé de 6,680 km.
Or depuis longtemps, la barre des 200 km/h en pointe est dépassée en ce lieu déjà baptisé « temple de la vitesse ». Différents tracés, dont certains lents, sont expérimentés, jusqu'à ce qu'apparaisse, en 1939, un circuit de 6,3 km sur lequel se déroule le premier Grand Prix d'Italie comptant pour le championnat du monde de Formule 1 de 1950, avec la création de nouveaux stands, le resurfaçage de la piste, le déplacement d'une partie de la piste et l'ajout de deux nouveaux virages. La Seconde Guerre mondiale suspend les courses jusqu'en 1948 et des parties du circuit se sont dégradées en raison du manque d'entretien. Le circuit est rénové en deux mois, début 1948, et un Grand Prix a eu lieu le 17 octobre 1948.
Le 3 septembre 1950, Giuseppe Farina (Alfa Romeo 158) l'emporte à 176,543 km/h de moyenne. Durant quatre années, ce tracé est conservé pour le plus grand bonheur d'Alberto Ascari (Ferrari) en 1951 et 1952 puis de Fangio (Maserati et Mercedes-Benz) en 1953 et 1954.

### Ovale

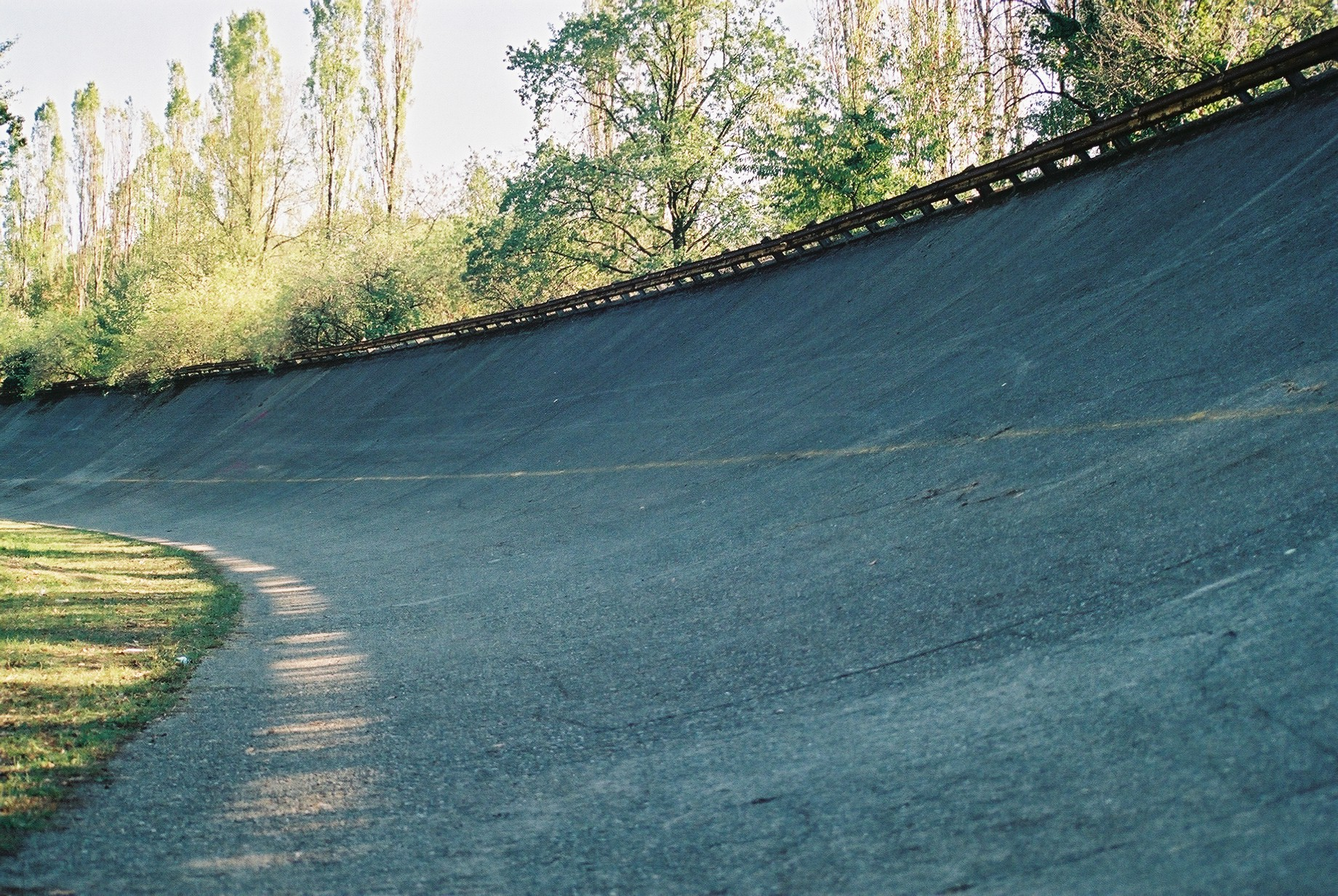
Une partie du banking de l'ancien ovale aujourd'hui (2004)

En 1954, les responsables décident de reprendre le principe du tracé de 1922 et redessinent un circuit qui, en combinant la partie routière et l'anneau de vitesse avec ses deux virages relevés (les « bankings »), développe à nouveau 10 km. Les voitures roulent parallèlement au niveau de la ligne droite principale. Les infrastructures sont également modernisées afin d'améliorer l'accueil des équipes et des spectateurs.
Avant les stands, la courbe qui raccorde les deux sections, en forme de demi-cercle, est de ce fait baptisée « Curva Parabolica ». Ultra rapide, la piste de 10 km donne l'occasion à Mercedes-Benz de ressortir ses W196 carénées et à Fangio de triompher à 206,792 km/h de moyenne. En 1956 Stirling Moss fait encore mieux avec sa Maserati 250F, à 208,785 km/h. Mais la course est marquée par de nombreux accidents, en particulier chez Ferrari où, d'un geste chevaleresque, Collins donne sa voiture à Fangio, afin que l'argentin soit sacré champion du monde devant Moss. À la suite des multiples incidents et accidents, le circuit abandonne l'anneau de vitesse en 1957 pour s'en tenir au routier. La moyenne tombe, mais de peu. Moss gagne encore, mais sur Vanwall cette fois, à 193,564 km/h. L'année suivante, Tony Brooks (Vanwall), atteint les 195,078 km/h avant que Moss, en 1959, au volant d’une modeste Cooper-Climax, passe à nouveau la barre des 200 de moyenne (200,177 km/h).
L'Automobile Club d'Italie y organisera les 500 miles (805 km) de la Course des Deux Mondes (500 Miglia di Monza), une épreuve destinée à confronter des IndyCars américaines et des Formule 1. Seules deux éditions auront lieu en 1957 et en 1958, à la fin du mois de juin. Disputée en trois manches de 63 tours (267,67 km) espacées d'une heure, l'épreuve sera surnommée « Monzanapolis ». Toutefois, les pilotes européens, peu habitués à ce type de course, pensent que passer à fond dans les virages relevés de l'ovale est trop dangereux et finalement seules l'Ecurie Ecosse et Maserati représenteront les Européens lors de la première édition. Les équipes américaines ont apporté avec elles des pneus Firestone spéciaux, renforcés pour résister aux hautes vitesses atteintes sur la surface bosselée de Monza. Mais la direction des Maserati est très affectée par la dimension des pneus, plus larges que d'habitude, et l'équipe de Modena se retire. Les trois Jaguar D-Type de l'Ecurie Ecosse utiliseront leurs pneus de spécification Le Mans sans problème, mais ne seront jamais dans le rythme des Américains. Les deux premières manches de 1957 sont remportées par Jimmy Bryan avec sa Kuzma Offenhauser Dean Van Lines Special et la dernière par Troy Ruttman avec sa Watson-Offenhauser John Zink Special. En 1958, des  Jaguar, Ferrari et Maserati se présenteront aux côtés des monoplaces américaines mais une fois de plus, les américains domineront l'épreuve, Jim Rathmann remportant les trois manches avec une Watson-Offenhauser.
En 1960, l'Automobile Club d'Italie, décide de revenir au circuit de 10 km, ce qui permet à Phil Hill d’imposer pour la trentième fois une Ferrari en championnat du monde et fait de lui le premier américain à remporter une course de Formule 1, à 212,535 km/h dans une épreuve désertée par Cooper, Lotus, BRM qui jugent le tracé trop dangereux. Ces forfaits ne changeront rien à la volonté des organisateurs.
L'édition de 1961 est marquée dès le deuxième tour par l'accrochage entre la Lotus de Jim Clark et la Ferrari de Wolfgang von Trips qui a envoyé le pilote allemand sur les barrières de la Parabolica. Le champion allemand, candidat à la couronne mondiale, et quinze spectateurs perdent la vie. Même si l'accident ne s'est pas passé sur la partie « ovale » de la piste, les hautes vitesses sont considérées comme trop dangereuses et on décide de ne plus courir sur l'ovale.
À partir de 1962, le Grand Prix d'Italie se déroulera donc sur le seul tracé routier de 5,570 m, les bankings apparaissant une dernière fois dans le film Grand Prix. Des nouveaux murs de sécurité, des rails et des clôtures ont été ajoutés pour l'édition suivante, et la zone de ravitaillement a été reculée par rapport à la piste. Ce qui n'empêche pas Jim Clark de s’imposer, en 1963, à 205,575 km/h. Monza n'échappe pas à sa réputation. La vitesse prend le dessus sur le talent pur des pilotes et le vainqueur est souvent celui qui sait le mieux utiliser la notion d'aspiration. Ainsi, en 1965, le jeune Jackie Stewart (BRM) remporte son premier succès en Grand Prix devant son équipier Graham Hill, à la moyenne de 209,962 km/h. L'année suivante, avec la Formule 3 litres, la moyenne fait un nouveau bond. Ludovico Scarfiotti (Ferrari) triomphe à 218 km/h. Dès lors, la vitesse ne cesse de grimper : 234 km/h en 1968 pour Denny Hulme (McLaren).
En 1966, on installe des chicanes permanentes à l'entrée des deux bankings. L'ovale connaît sa dernière course en 1969 avec les 1 000 km de Monza, l'épreuve ayant lieu sur le circuit routier l'année suivante. Les bankings  existent toujours, quoique délabrés par les années, et échapperont à la démolition dans les années 1990, le banking nord est visible à l'intérieur du circuit actuel et accessible aux spectateurs.

### Les changements du circuit
Les Grands Prix automobiles, depuis 1922, et Grands Prix  motocyclistes, depuis 1949, italiens se tiennent à Monza chaque année et la vitesse ne cesse d'augmenter. Deux chicanes, la première à la hauteur de la sortie des stands, et Ascari, à l'arrière du circuit, sont ajoutées en 1972, la longueur de la piste passant  à 5,755 km. Les Grands Prix moto continuent à utiliser la piste sans les chicanes et deux graves accidents se produisent en 1973 dans la courbe très rapide Curva Grande : Renzo Pasolini et Jarno Saarinen se tuent en 250 cm3 durant le Grand Prix des Nations au mois de mai et trois autres pilotes se tuent quarante jours plus tard dans une course moins importante. Les motos ne reviendront sur le circuit qu'en 1981.
Les chicanes de 1972 (considérées comme inefficaces pour ralentir les voitures) sont fortement modifiées en 1974 après l'accident de Silvio Moser lors des 1 000 kilomètres de Monza, lequel décèdera un mois plus tard. En 1976, la chicane de la sortie des stands est déplacée vers la Curva Grande sous la forme de deux gauche/droite successifs ayant pour effet de ralentir l'arrivée sur la Grande à 180 km/h au lieu des plus de 300 km/h atteints précédemment ; une chicane est construite avant le double droit rapide de Lesmo (diminution des vitesses de 280 km/h à 180 km/h). Ces travaux portant la distance de la piste à 5,8 km. La Parabolica reste une des courbes les plus rapides du championnat de Formule 1.
Les progrès technologiques continuant de faire augmenter la vitesse des voitures, la piste est modifiée à nouveau en 1979. Pour améliorer la sécurité des pilotes, on ajoute de nouveaux vibreurs plus bas à l'entrée des chicanes, des zones échappatoires (bacs à graviers) à l'extérieur des virages, et les barrières de pneus sont améliorées. Les changements de vibreurs furent faits pour satisfaire aux besoins de la moto et faire revenir les Grand Prix motocyclistes à Monza, ce qui se fera en 1981.
Les années 1980 voient de nombreux aménagements : en 1982 on construit un nouveau podium, en 1983, le paddock est agrandi, entre 1983 et 1985, les tribunes de la ligne droite des stands sont reconstruites pour accueillir 8 943 spectateurs et sont couvertes, un centre d'accueil comprenant des bureaux et boutiques est construit en 1986 ; en 1988 et 1989, on remplace les clôtures longeant la piste par des rails et des barrières de pneus. En 1989, après de longues négociations avec les villes de Milan et Monza, copropriétaires du parc, commence la construction des nouveaux stands et des structures d'accueil pour la presse. Le complexe, de la même longueur que les anciens stands, est construit sur deux étages et héberge 48 boxes de 4 mètres de large par 12,9 m de profondeur pour les voitures, boxes pouvant être modulés grâce à des cloisons amovibles pour obtenir des espaces plus grands lors des épreuves de Formule 1. Le premier étage, terminé en 1990 comprend une tribune sur trois rangs surplombant les stands et insonorisée par un mur de verre, une salle de presse et des bureaux pouvant accueillir 370 journalistes, et supporte une terrasse, elle-même couverte.
En 1994 et 1995, période suivant la mort d'Ayrton Senna à Imola, les longues courbes rapides du circuit sont aménagées pour respecter les nouveaux règlements de sécurité imposés par la FIA, certaines portions sont déplacées, pour faire place à des bacs à graviers plus vastes. La longueur du circuit passe à 5,770 km. En 1997, les tribunes sont transformées pour porter la capacité de 45 000 à 51 000 spectateurs.
En 2000, la chicane de la ligne droite des stands est modifiée, passe de deux gauche/droite successifs à une seule chicane droite-gauche, dans le but de réduire les accrochages fréquents au moment des départs, et la chicane de Roggia est allongée. La piste atteint sa longueur actuelle de 5,793 km. En 2001 et 2002, le bâtiment des stands est à nouveau profondément modifié, portant à 60 le nombre de boxes, et permettant à 540 journalistes de travailler simultanément au premier étage, la voie des stands est élargie. En 2007, l'échappatoire de la deuxième chicane (Roggia) est bitumé.
En 2014, Monza entame des travaux de rénovation pour un coût estimé à 10 millions d'euros. La première mesure est le remplacement du bac à gravier de la Parabolica, le dernier virage du circuit, par de l'asphalte. Une sortie dans ce long virage rapide sera désormais moins pénalisante pour les pilotes qui pourront aller au-delà des limites grâce au bitume,. 

## Évolution du circuit

1922-1928, 1931-1933
1934-1938
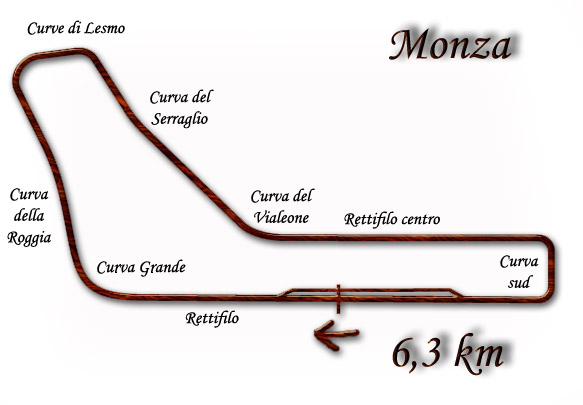
1939-1954
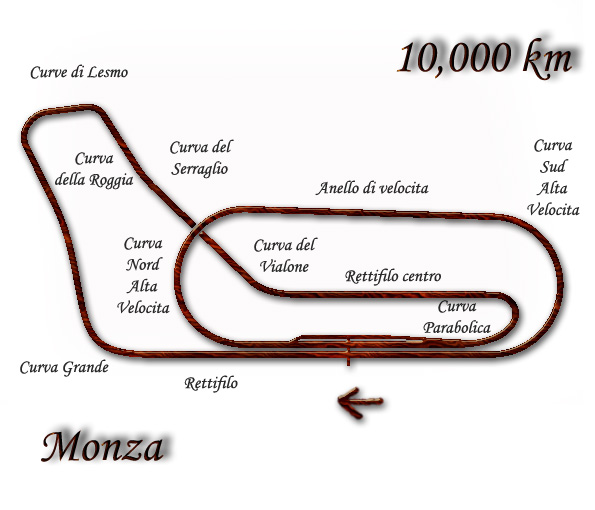
1955-1956, 1960-1961
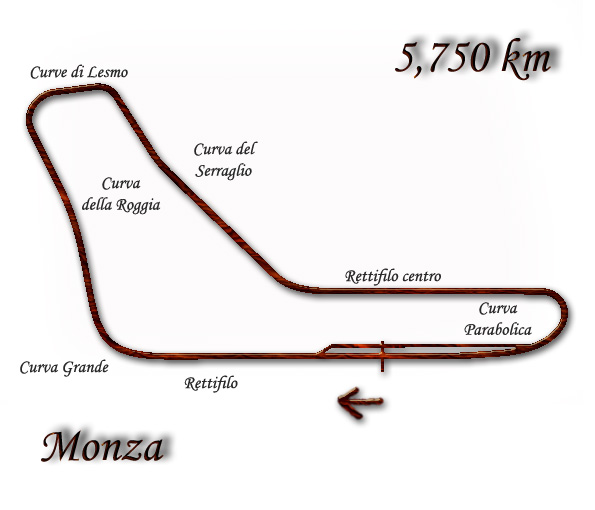
1957-1959, 1962-1971
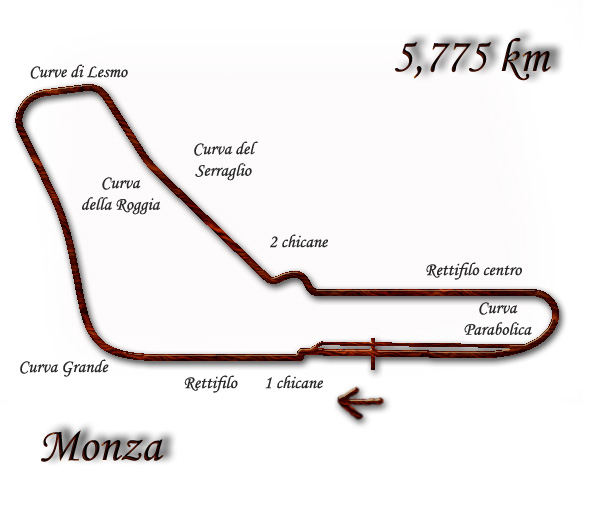
1972-1973
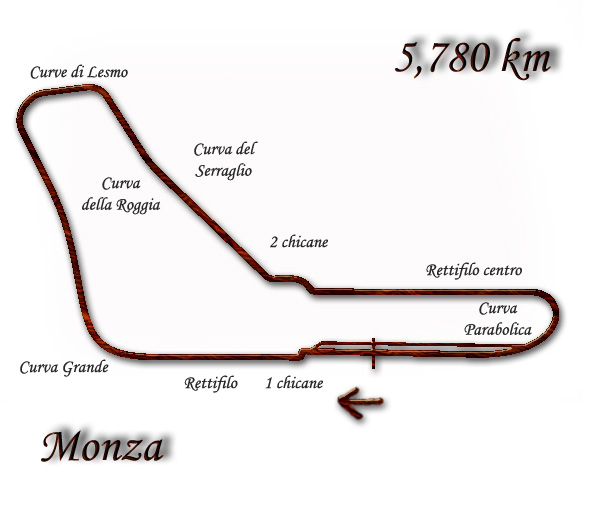
1974-1975
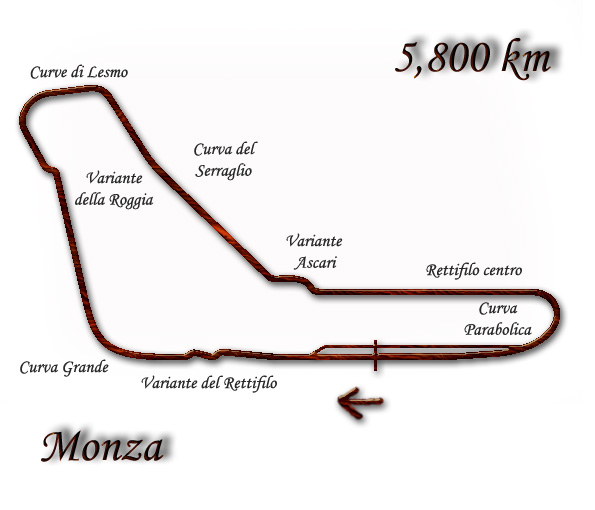
1976-1994
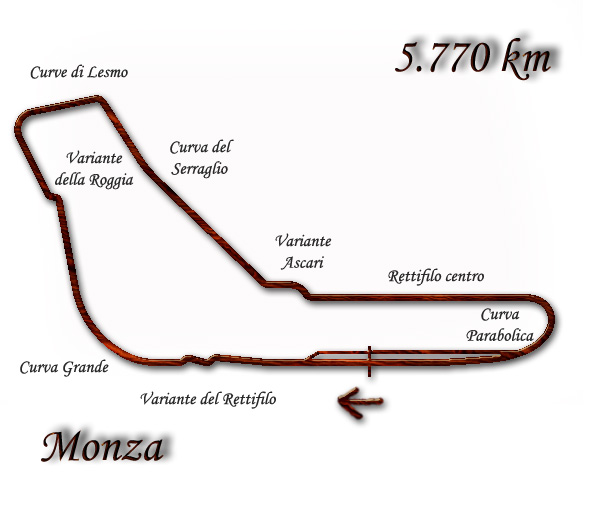
1995-1999
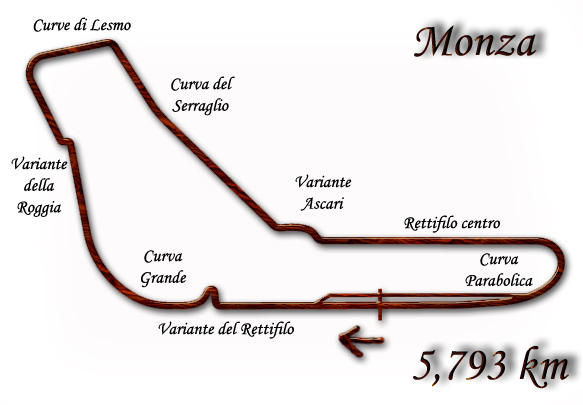
Depuis 2000

## Liste des accidents mortels
| Noms des victimes                   | Date du décès     | Qualité     | Championnat                                         | Course                                           | Monture (le cas échéant)                 |
| ----------------------------------- | ----------------- | ----------- | --------------------------------------------------- | ------------------------------------------------ | ---------------------------------------- |
| Gregor « Fritz » Kuhn               | 9 septembre 1922  | Pilote      |                                                     | Grand Prix automobile d'Italie 1922              | Austro-Daimler Sascha                    |
| Enrico Giaccone                     | 26 août 1923      | Pilote      |                                                     | Grand Prix automobile d'Italie 1923              | Fiat 804                                 |
| Ugo Sivocci                         | 8 septembre 1923  | Pilote      |                                                     | Grand Prix automobile d'Italie 1923              | Alfa Romeo P1                            |
| Louis Zborowski                     | 19 octobre 1924   | Pilote      |                                                     | Grand Prix automobile d'Italie 1924              | Mercedes-Benz M72/94                     |
| Gino Galli                          | 19 septembre 1926 | Pilote      | Championnat d'Italie de vitesse moto 1926 (250 cm3) | Grand Prix moto d'Italie 1926                    | Garelli 250                              |
| Potito Franciosa                    | 26 juin 1927      | Pilote      |                                                     | Coppa Primi Passi                                | Lancia Lambda                            |
| Emilio Materassi + 27 spectateurs   | 9 septembre 1927  | Pilote      |                                                     | Grand Prix automobile d'Italie 1928              | Talbot Darracq 700                       |
| Luigi Arcangeli                     | 23 mai 1931       | Pilote      |                                                     | Grand Prix automobile d'Italie 1931              | Alfa Romeo 12C Tipo A Monoposto Bimotore |
| Fortunato Ponti Leone Sartori       | 6 septembre 1931  | Spectateurs |                                                     | Grand Prix automobile d'Italie 1931              |                                          |
| Giuseppe Campari                    | 10 septembre 1933 | Pilote      |                                                     | Grand Prix automobile de Monza 1933              | Alfa Romeo P3                            |
| Baconin Borzacchini                 | 10 septembre 1933 | Pilote      | Maserati 8C 3000                                    | Grand Prix automobile de Monza 1933              |                                          |
| Stanisław Czaykowski                | 10 septembre 1933 | Pilote      | Bugatti Type 54                                     | Grand Prix automobile de Monza 1933              |                                          |
| Aldo Marazza                        | 12 septembre 1938 | Pilote      |                                                     | Grand Prix automobile de Milan 1938              | Maserati 6CM                             |
| Renzo Cantoni                       | 5 mars 1939       | Pilote      | Essais privés                                       |                                                  |                                          |
| Emilio Villoresi                    | 19 juin 1939      | Pilote      | Essais privés                                       |                                                  | Alfa Romeo 158                           |
| Giovannino Moretti                  | 24 octobre 1948   | Pilote      |                                                     | Grand Prix d'automne                             |                                          |
| Luigi Alberti                       | 26 août 1951      | Pilote      | Essais privés                                       |                                                  | Moto Guzzi Dondolino                     |
| Rupert Hollaus                      | 11 septembre 1954 | Pilote      | Championnat du monde de vitesse moto 1954 (125 cm3) | Grand Prix moto d'Italie 1954                    | NSU Renfox 125                           |
| Alberto Ascari                      | 26 mai 1955       | Pilote      | Essais privés                                       |                                                  | Ferrari 750S Monza                       |
| Gianni Degli Antoni                 | 7 août 1956       | Pilote      | Championnat du monde de vitesse moto 1956 (125 cm3) | Grand Prix moto d'Italie 1956                    | Ducati 125 Desmo                         |
| Nino Crivellari Alfredo Tinazzo     | 28 juin 1959      | Pilotes     | Campionato Italiano Allievi                         | II Coppa Junior                                  |                                          |
| Phil Green                          | 5 août 1959       | Pilote      | Essais privés                                       |                                                  | MG A                                     |
| Adolfo Covi                         | 6 septembre 1959  | Pilote      | Championnat du monde de vitesse moto 1959 (500 cm3) | Grand Prix moto d'Italie 1959                    |                                          |
| Glicerio Barbolini                  | 7 mai 1961        | Pilote      | Championnat d'Italie de Grand Tourisme 1961         | III Coppa Ascari                                 | Lancia Appia Zagato                      |
| Franco Tirri                        | 3 septembre 1961  | Pilote      | Championnat d'Italie de vitesse moto 1961 (125 cm3) | Course support du Grand Prix moto d'Italie 1961  | Ducati 125                               |
| Wolfgang von Trips + 11 spectateurs | 10 septembre 1961 | Pilote      | Championnat du monde de Formule 1 1961              | Grand Prix automobile d'Italie 1961              | Ferrari 156                              |
| Marcello De Luca                    | 16 septembre 1962 | Pilote      | Championnat d'Italie de Formule Junior 1962         | 4° Coppa Junior Monza                            |                                          |
| Norberto Bagnalasta                 | 28 juin 1964      | Pilote      | Championnat d'Italie de Formule 3 1964              | Gran Premio della Lotteria                       | Lotus 20                                 |
| Roberto Parodi                      | 3 octobre 1965    | Pilote      | Championnat d'Italie de voitures de tourisme 1965   | X Coppa Leopoldo Carri                           | Abarth 695SS                             |
| Attilio Zuppini                     | 13 mars 1966      | Pilote      |                                                     | Coppa FISA 1966                                  | Abarth 850TC                             |
| Bo Pittard                          | 10 juin 1967      | Pilote      | Championnat d'Italie de Formule 3 1967              | XVI Coppa Autodromo di Monza                     | Lola T60/3                               |
| Jochen Rindt                        | 5 septembre 1970  | Pilote      | Championnat du monde de Formule 1 1970              | Grand Prix automobile d'Italie 1970              | Lotus 72C                                |
| Achille Rossi                       | 15 juin 1971      | Pilote      |                                                     | 500 kilomètres de Monza (Trophée Bepi Koelliker) |                                          |
| Renzo Pasolini                      | 20 mai 1973       | Pilote      | Championnat du monde de vitesse moto 1973           | Grand Prix moto d'Italie 1973                    | Harley-Davidson                          |
| Jarno Saarinen                      | 20 mai 1973       | Pilote      | Championnat du monde de vitesse moto 1973           | Grand Prix moto d'Italie 1973                    | Yamaha 250                               |
| Carlo Chionio                       | 8 juillet 1973    | Pilote      | Championnat Junior d'Italie (500 cm3)               |                                                  | Ducati                                   |
| Renzo Colombini                     | 8 juillet 1973    | Pilote      | Championnat Junior d'Italie (500 cm3)               | Suzuki                                           |                                          |
| Renato Galtrucco                    | 8 juillet 1973    | Pilote      | Championnat Junior d'Italie (500 cm3)               | Suzuki 850                                       |                                          |
| Silvio Moser                        | 26 mai 1974       | Pilote      | Championnat du monde des voitures de sport 1976     | 1 000 kilomètres de Monza 1976                   | Lola T294                                |
| Ronnie Peterson                     | 11 septembre 1978 | Pilote      | Championnat du monde de Formule 1 1978              | Grand Prix automobile d'Italie 1978              | Lotus 78                                 |
| Franco Serra                        | 11 octobre 1981   | Pilote      |                                                     | Trofeo delle Regioni                             |                                          |
| Mauro Ceccoli                       | 24 mai 1987       | Pilote      | Yamaha Supertrophy                                  | Course support du Grand Prix moto d'Italie 1987  | Yamaha FZ400                             |
| Wilmer Marsigli                     | 2 août 1991       | Pilote      | Championnat d'Italie de vitesse moto 1987 (250 cm3) | Trofeo Italia 250 Gran Prix Monza                | Aprilia 250                              |
| Domenico Cirrito                    | 15 juin 1992      | Pilote      | Essais privés                                       |                                                  |                                          |
| Marco Burnelli                      | 8 avril 1996      | Pilote      | Campionati Assoluti d'Italia                        | 600 SuperSport                                   |                                          |
| Michaël Paquay                      | 7 mai 1998        | Pilote      | Championnat du monde de Supersport 1998             | Grand Prix Supersport d'Italie 1998              | Honda CBR600                             |
| Paolo Ghislimberti                  | 10 septembre 2000 | Pompier     | Championnat du monde de Formule 1 2000              | Grand Prix automobile d'Italie 2000              |                                          |

## Présence dans les jeux vidéo
Le circuit est présent dans différentes variantes dans les jeux vidéo suivants :
- Assetto Corsa, 2013
- Assetto Corsa Competizione, 2019
- Automobilista 2, 2020
- F-1 Grand Prix Part II, 1992
- F1 2000, 2000
- F1 2001, 2001
- F1 2002, 2002
- F1 2003, 2003
- F1 2004, 2004
- F1 2009, 2009
- F1 2010, 2010
- F1 2011, 2011
- F1 2012, 2012
- F1 2013, 2013
- F1 2014, 2014
- F1 2015, 2015
- F1 2016, 2016
- F1 2017, 2017
- F1 2018, 2018
- F1 2019, 2019
- F1 2020, 2020
- F1 2021, 2021
- F1 22, 2022
- F1 23, 2023
- F1 24, 2024
- F1 Challenge 99-02, 2003
- F1 Championship Season 2000, 2000
- F1 Manager 2001, 2001
- F1 Manager 2022, 2022
- F1 Manager 2023, 2023
- F1 Manager 2024, 2024
- F1 Manager Professionnal, 1997
- F1 Online: The Game, 2012
- F1 Racing Championship, 2000
- Ferrari Challenge: Trofeo Pirelli, 2008
- Ferrari F355 Challenge, 1999
- Formula 1, 1996
- Formula 1 Simulator, 1985
- Formula One, 1985
- Formula 1 97, 1997
- Formula 1 98, 1998
- Formula One Championship Edition, 2006
- Forza Motorsport 6, 2015
- Forza Motorsport 7, 2017
- Geoff Crammond's Formula One Grand Prix, 1992
- Gran Turismo 5, 2010
- Gran Turismo 6, 2013
- Gran Turismo 7, 2022
- Gran Turismo Sport, 2018
- Grand Prix 2, 1996
- Grand Prix 3, 2000
- Grand Prix 4, 2002
- Grand Prix Challenge, 2002
- Grand Prix Circuit, 1988
- Grand Prix Legends, 1998
- GT Legends, 2005
- GTR 2: FIA GT Racing Game, 2007
- GTR Evolution, 2008
- ING Renault F1 Team, 2008
- iRacing, 2008
- Monaco Grand Prix: Racing Simulation 2, 1998
- Project CARS, 2013
- Project CARS 2, 2017
- Race 07, 2007
- Race: The Official WTCC Game, 2006
- Race Pro, 2009
- Real Racing 3, 2013
- RaceRoom Racing Experience, 2012
- RFactor, 2005
- Road & Track Presents: Grand Prix Unlimited, 1992
- SBK 08: Superbike World Championship, 2008
- SBK X: Superbike World Champion, 2010
- Shift 2: Unleashed, 2011
- Spirit of Speed 1937, 1999
- Superleague Formula, 2009
- Superstars V8 Next Challenge, 2010
- Superstars V8 Racing, 2009
- Test Drive: Ferrari Racing Legends, 2012
- TOCA Race Driver, 2002
- TOCA World Touring Cars, 2000
- Total Immersion Racing, 2002
- TORCS
- Turbo Racing, 1989